# Anne Warner
Anne E. Warner FRS (25 de agosto de 1940-16 de mayo de 2012) fue una bióloga británica y profesora en el Departamento de biología celular y del desarrollo en el Colegio universitario de Londres. Su principal campo de investigación fue la morfogénesis. Warner fue reconocida por su trabajo y liderazgo en una variedad de proyectos de investigación y organizaciones. Es quizás más conocida por sus funciones como electrofisióloga celular, política de la ciencia, y fundadora de la organización Centro UCL CoMPLEX.

## Educación
Nació el 25 de agosto de 1940 como Anne Brooks, Warner fue educada en  West Country de Inglaterra. Después de estudiar en el colegio universitario de Londres, Warner se tituló en fisiología y completó su doctorado en 1964 en el Instituto Nacional para la investigación Médica supervisada por Otto Hutter en 1964 a la edad de 23. En ese mismo año, Warner aceptó su primer puesto oficial fuera de la universidad, una puesto de personal localizada en Mill Hill. Fue en esta posición que empezó a investigar el efecto del pH en la conductancia de cloruro del músculo esquelético.

## Investigación
A pesar de que Warner era una participante y líder en una amplia variedad de proyectos de investigación, quizás ella es más conocida por su trabajo con la función de las uniones gap en el  desarrollo prenatal, el cual empezó a seguir a finales de los setenta siguiendo su investigación en Mill Hill. Durante los últimos 20 años antes de que Warner  empezará su investigación sobre uniones gap, los embriólogos habían estado trabajando arduamente por probar que las uniones gap eran el medio a través del que las células se comunicaban y se asociaban a tejidos durante el desarrollo prenatal. Anne Warner, junto con su colega Sarah Guthrie, se dice que terminaron este camino con su descubrimiento y conclusiones. Mientras trabajaba con embriones de ranas, Warner observaba el "acoplamiento eléctrico" entre células adyacentes, significando que un cambio inducido en el voltaje de reposo de una célula resultaba en un cambio correspondiente en una célula adyacente, lo que demostró el hecho de que las uniones entre las células son responsables de transportar iones de un lugar a otro. Sin embargo, Warner notó que las uniones gap parecían estar presentes durante algunas etapas del desarrollo, pero en otras no.
Para probar la función esencial de estas uniones gap en el desarrollo prenatal, Warner condujo experimentos durante los ochenta para bloquear estas uniones y observar los efectos resultantes. Utilizando embriones de 8 células de la rana africana de uñas, Xenopus, usó inyecciones de anticuerpo para bloquear los canales en las conexiones de las uniones gap. Después de inyectar los embriones con un anticuerpo específico, del que se decía que bloqueaba los canales de las uniones gap, Warner confirmó el bloqueo de los canales al inyectar tintes a las células y confirmando la carencia de acoplamiento eléctrico que observaba en experimentos anteriores.
Después de confirmar el bloqueo exitoso de las uniones gap en los embriones de 8 células, Warner continuó creciendo los embriones y tomó nota de que debido al bloqueo de las uniones gap, el desarrollo de los sapos fue anormal. Así, Warner fue la científica responsable de confirmar la función crucial de las uniones gap en el desarrollo exitoso y normal de las células de embriones a organismos maduros. A través de este descubrimiento, Warner contribuyó a la creciente investigación en el proceso de proliferación celular y la maduración de un embrión a un organismo completamente funcional.

## Carrera
Además de su investigación, Warner participaba en un plétora de organizaciones, y se encontró a sí misma como una líder en la mayoría. Warner fue miembro de una variedad de organizaciones durante su vida incluyendo el NERC, la Asociación Biológica Marina del Reino Unido, el Instituto de Medicina Preventiva Lister, el Instituto Roslin, la junta editorial de La Revista de Fisiología, el Comité de la Sociedad Fisiológica, y muchas juntas MRC y comités de política.[cita requerida] En 1976, Warner regresó a su alma mater cuando fue nombrada por la escuela universitaria de Londres como conferenciante en la Escuela de Medicina de  Royal Free Hospital. Durante sus años de trabajo en la universidad, Warner tomó varias funciones y posiciones, incluyendo su puesto como profesora adjunta en el departamento de anatomía y biología del desarrollo y su rol como profesora en la Sociedad Real de Foulerton, un honor se le concedió en 1986. Además, Warner fue elegida como miembro de la Royal Society en 1985. De todas las organizaciones y funciones de liderazgo en las que Warner participó, es quizás más conocida por su papel como Vicepresidente de la Asociación Biológica Marina (MBA) consejo y directora del CoMPLEX (Centro de matemática, física, y ciencias de la vida) en el Colegio Universitario  de Londres.[cita requerida] Con el rol de Warner en la MBA, ella es parcialmente responsable de la supervivencia y el legado de la organización hasta hoy. Entre muchos de los programas que Warner empezó en la organización, fundó el taller de fisiología celular en 1984, que fue responsable de crear muchas cohortes de fisiólogos celulares a través del mundo. Como directora del UCL CoMPLEX durante sus primeras etapas, Warner fue una cofundadora de la organización y fomentó su desarrollo durante sus muchos años como su líder. Como líder de la organización, Warner unió una variedad de científicos diferentes para trabajar hacia el objetivo común de desarrollar el campo de la biología. La organización se convirtió en un ejemplo y modelo para organizaciones similares en otros países. Con sus esfuerzos en la variedad de organizaciones en las que participó, ella creó un legado duradero a través de sus numerosos programas que todavía son utilizados hoy.

## Vida personal
Warner murió a la edad de 71 debido a complicaciones de salud. Su salud empezó a decaer después de una sustitución de válvula del corazón que su cuerpo no aceptó bien, y en este tiempo ya no pudo participar físicamente en las muchas organizaciones de las que hacía parte. Aun así, ella continuó en comunicación con las organizaciones y les dio consejo durante el tiempo de su enfermedad. Después de una enfermedad extendida, Warner murió de un hemorragia cerebral . A su muerte, un colega particular del UCL escribió un artículo sobre Warner el cual demostró su personalidad que le permitió lograr muchos de sus objetivos en vida. Warner fue conocida como una señora formidable quién unió a sus colegas a través de su perseverancia y motivación para solucionar problemas. A través de sus esfuerzos incansables, Warner dedicó su vida a hacer una diferencia en su campo de investigación y en las muchas organizaciones de las que hizo parte.